# Mirecourt
Mirecourt é uma comuna francesa na região administrativa de Grande Leste, no departamento de Vosges. Estende-se por uma área de 12,12 km². Em 2010 a comuna tinha 5 579 habitantes (densidade: 460,3 hab./km²).